# Solidarność
Solidarność (dansk: Solidaritet) er et polsk fagforbund, grundlagt i september 1980 og oprindelig ledet af Lech Wałęsa. I 1980'erne samlede det en bred antikommunistisk social bevægelse med medlemmer lige fra Den romersk-katolske kirke på den ene side til socialister på den anden. Forbundet blev støttet af organisationen for intellektuelle dissidenter (KOR) og var baseret på ikke-voldelig modstand.
I april 1989 fik Solidarność tilladelse til at deltage i det kommende valg. I dette begrænsede valg vandt forbundets kandidater en knusende sejr, der ophedede den videre udvikling for antikommunistiske modrevolutioner i Central- og Østeuropa fra og med 4. juni. I slutningen af august tog en Solidaritetsledet koalitionsregering over, og i december 1990 blev Lech Wałęsa valgt som Polens præsident. Samtidig trådte han tilbage fra sit hverv i Solidarność.
Solidarność spillede en vigtig rolle for de kommunistiske regimers sammenbrud i Central- og Østeuropa.

## Historiske registreringer
- 14. august 1980 - Lech Wałęsa og hans kolleger på skibsværftet i Gdansk indleder de strejker, der senere fører til dannelsen af Solidarność og et systemskifte i Polen